# مکعب درخشان
مکعب درخشان (به انگلیسی: Gleaming the Cube) یا عدالت یک برادر (به انگلیسی: A Brother's Justice) فیلمی محصول سال ۱۹۸۹ و به کارگردانی گریم کلیفورد است. در این فیلم بازیگرانی همچون کریستین اسلیتر، استیون باوئر، ریچارد هرد، اد لاتر، چارلز سایفرس، مکس پرلیچ، تونی هاک و کیو چین ایفای نقش کرده‌اند.